# 阿爾門德巴赫河 (謝夫利巴赫河支流)
47°22′43″N 8°25′32″E / 47.37871°N 8.42547°E

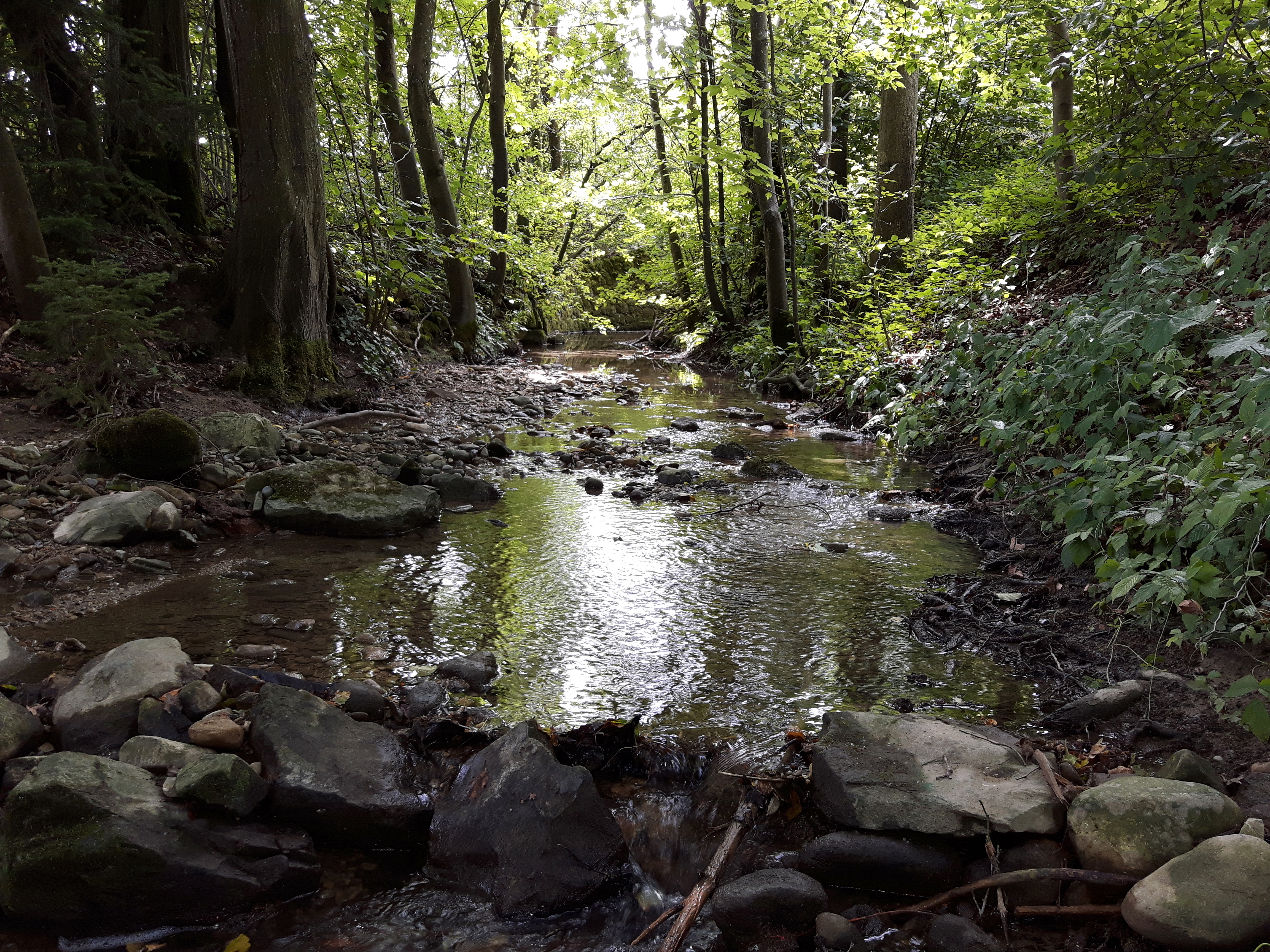

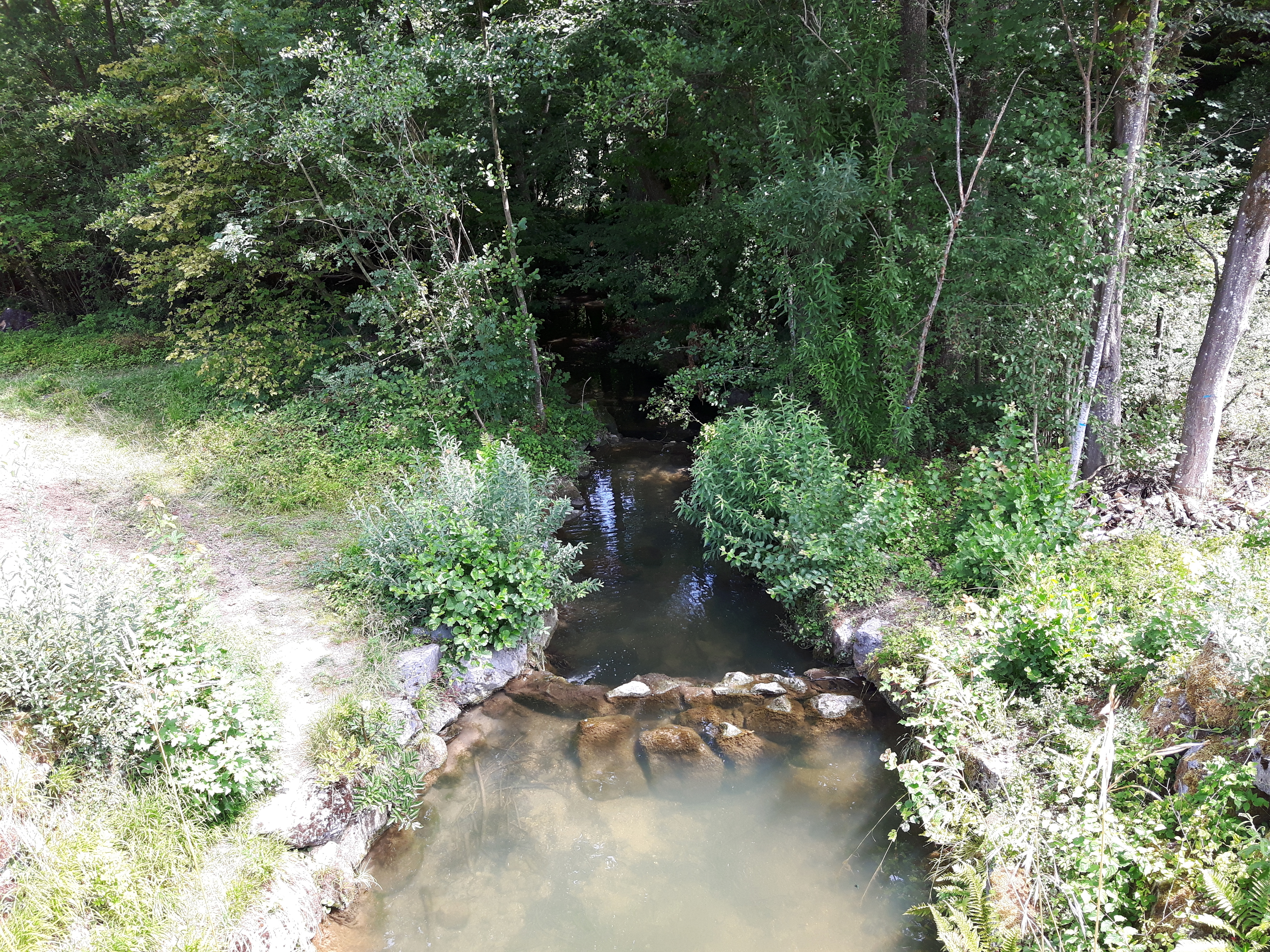

阿爾門德巴赫河是瑞士的河流，位於該國北部，流經蘇黎世州，屬於謝夫利巴赫河的左支流，河道全長2.5公里，流域面積2.2平方公里，發源自比門斯多夫，河口處在烏多夫附近。